# Parallels Desktop
Parallels Desktop från det amerikanska företaget Parallels, Inc. är en programvara för virtualisering av operativsystem, avsedd att köras på datorer med ARM-baserade Apple M1 eller M2-system-on-a-chip (Macintosh), alternativt datorer med Intel-baserade processorer (Mac, Linux och Microsoft Windows). Med hjälp av Parallels Desktop kan man använda andra Intelkompatibla operativsystem (så kallade gäster, eller guests) direkt under en dators huvudsakliga operativsystem (en så kallad värd, eller host).

## Parallels Desktop for Mac
Parallels Desktop for Mac kan köras på Intelbaserade datorer från Apple, förutsatt att värdsystemet är Mac OS X 10.5 eller senare. De operativsystem som stöds som gäster är Windows (version 3.1 till och med 11), FreeBSD, OS/2, Solaris, OpenSolaris, eComStation, MS-DOS, Openstep, flertalet av de mest kända Linux-distributionerna, samt Mac OS X 10.5 och senare. Man kan alltså köra en virtualiserad version av Mac OS X som gäst under ett värdsystem som också använder Mac OS X.
Parallels Desktop for Mac kan antingen skapa och använda en fil med en skivavbild där gästoperativsystemet och dess program sedan läggs, eller utnyttja en fysisk hårddiskpartition skapad av Apples Boot Camp-mjukvara för ändamålet.

### Versionshistorik
Parallels Desktop Version 2 (2006) hade stöd för att köra Windowsprogram rakt på skrivbordet i Mac OS X, något som kallas Coherence. Det var den första virtualiseringsprodukten med just den möjligheten.
Parallels Desktop Version 3 (2007) introducerade stöd för OpenGL och DirectX och ger alltså möjlighet att spela Windowsspel direkt i Mac OS X.

### Kontroverser
Wine-projektet anklagade i juni 2007 Parallells för brott mot LGPL-licensen, då Parallells sades ha använt sig av källkod från Wine utan att i enlighet med licensens specifikationer offentliggöra vilka ändringar de gjort i koden.

## Parallels Desktop 4 for Windows & Linux
Detta program kan installeras på en Intel-kompatibel dator som använder Windows XP och senare, eller på någon av Linuxdistributionerna Debian, Fedora, Mandriva, OpenSUSE, Red Hat Enterprise Linux, SUSE Linux Enterprise Server och Ubuntu. Samma operativsystem, samt Windows 2000, kan sedan användas som virtuella gästoperativ.